# Schloss Burgellern

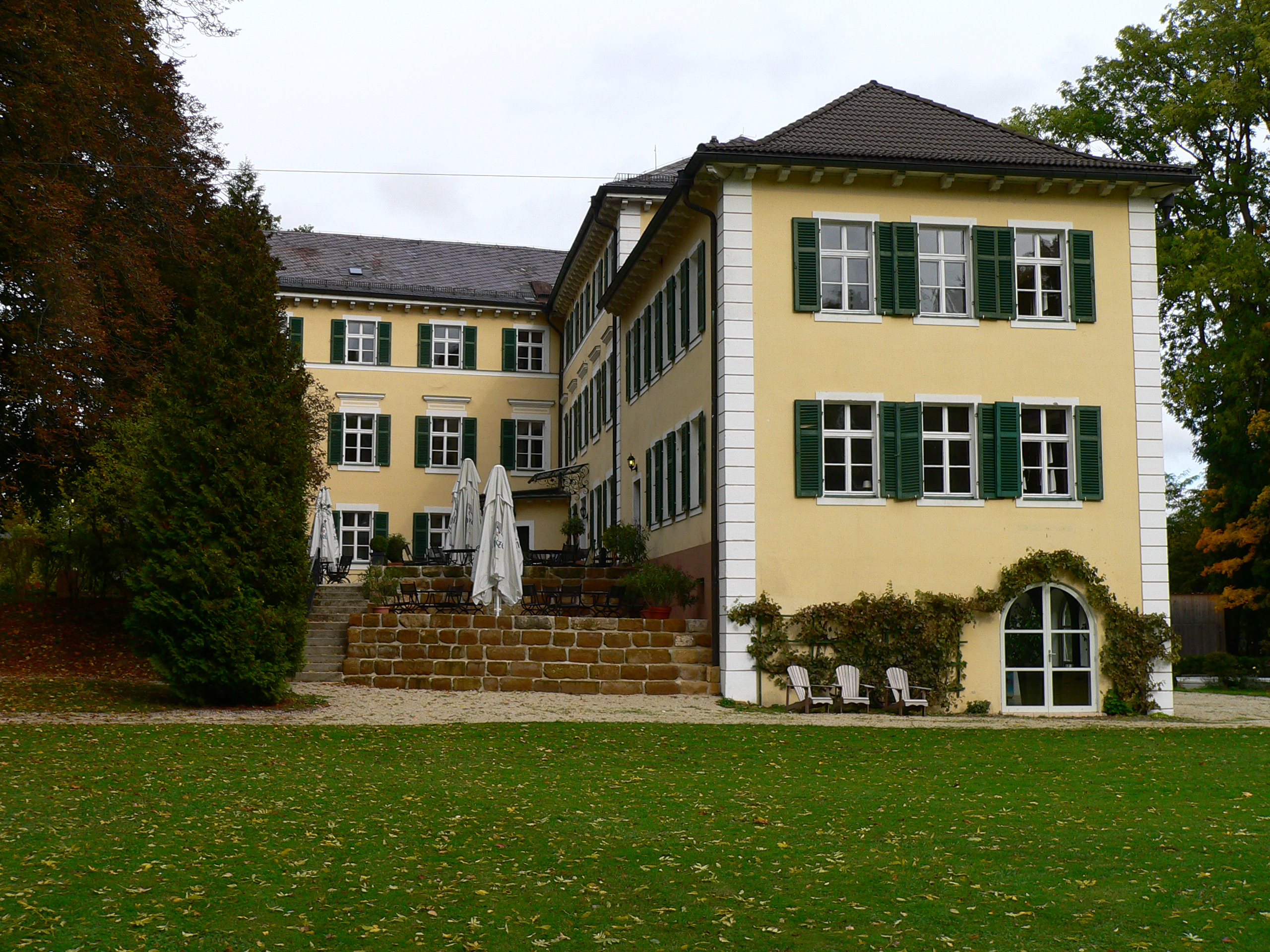
Schloss Burgellern in Scheßlitz-Burgellern

Das Schloss Burgellern ist ein Schloss in Burgellern bei Bamberg. Die ehemalige domkapitelsche Residenz aus dem 18. Jahrhundert beherbergt heute ein Hotel und eine Gastronomie.

## Geschichte
Die frühesten Quellen verweisen anlässlich der Weihe der Kapelle 1342 auf eine mittelalterliche Burg unter Konrad von Giech. Weitere Baumaßnahmen unter den wechselnden Herren bleiben im Dunkel. Erst 1726 ist durch einen Brief von Marquard Wilhelm Graf von Schönborn, Dompropst zu Bamberg, dokumentiert, dass er das Schloss Burgellern zu einer Residenz umbaute und sich in den Folgejahren vielfach dort aufhielt.  1772 errichtete sein Nachfolger das Amthaus im Schlosspark.
Im November 1802 ging infolge der Säkularisation der domkapitelsche Besitz in Burgellern in kurfürstlich bayerisches Eigentum über. Die Staatsverwaltung verkaufte mit Urkunde vom 24. Mai 1810 das „Aerarialgut zu Burgellern“ für 38.025 Gulden an den Hoffaktor Seligmann Samuel Heßlein zu Bamberg, der es wiederum an den Bruder des letzten Bamberger Fürstbischofs, General-Leutnant Leopold Freiherr von Buseck, veräußerte.

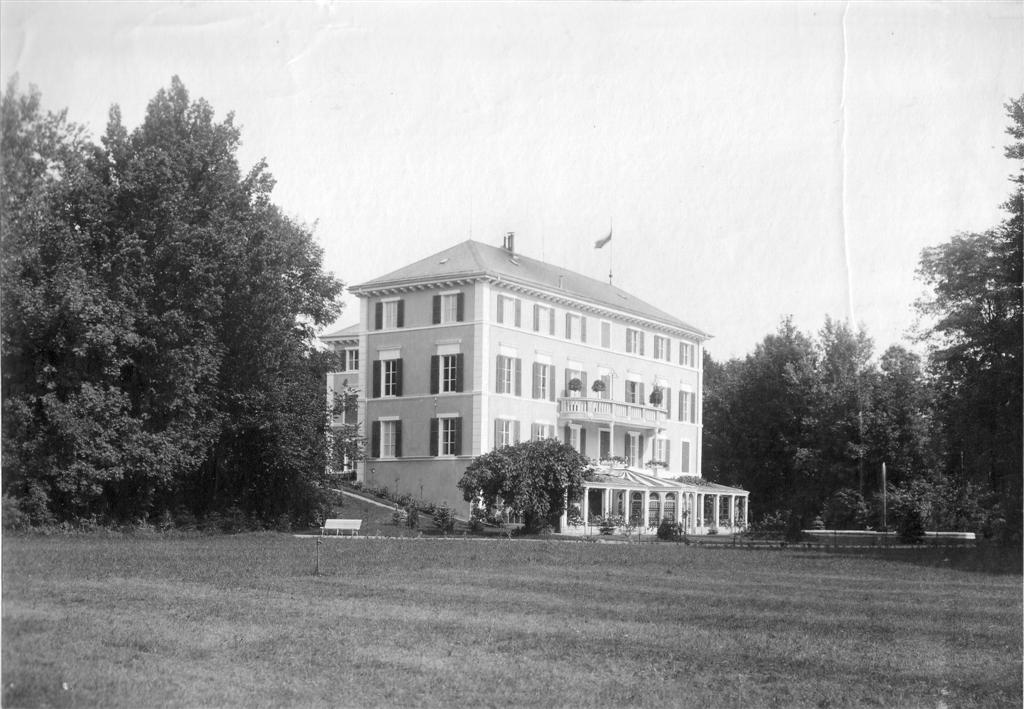
Schloss Burgellern um 1900

Ab ca. 1821 war das Schloss in Besitz seiner Söhne Karl Theodor und Friedrich Carl von Buseck. Während der Zeit des Buseckschen Besitzes muss das Schloss erheblich umgebaut worden sein. Eine Lithographie des Malers Karl Theodor von Buseck von 1821 zeigt den barocken Zustand der zweiflügeligen Anlage. Anstelle des hohen Mansarddaches trat im 19. Jahrhundert ein Mezzaningeschoss unter einem niedrigen Satteldach. Das Schloss wurde klassizistisch überformt und erhielt nach 1839 im Inneren eine orientalische Ausstattung. Infolge einer Orientreise der Buseck-Brüder mit Herzog Max in Bayern im Jahr 1838 wurden mehrere Salons und Kabinette gänzlich mit orientalischer Wand- und Deckenmalerei dekoriert und orientalisch möbliert. In dieser Zeit traf sich der bayerische Adel in Burgellern, so auch 1853  König Maximilian, der wie Ludwig I. oder Herzog Max mit den Baronen von Buseck befreundet war.
Als die Buseck-Brüder 1860 und 1866 unverheiratet und kinderlos verstarben, ging das Erbe an den Sohn ihrer Schwester Caroline von Thünefeld, geborene von Buseck. Rudolf von Thünefeld zog in den 1880er Jahren nach Burgellern. Unter ihm erfolgte der Umbau des Amtshauses zur Wagenremise und die Errichtung eines Pumpenhauses im Schlosspark 1896. Das im Stil eines romantischen Schlösschens errichtete Pumpenhaus diente zur Betreibung der Springbrunnen im Schlosspark. Auch von Thünefeld verstarb unverheiratet am 12. April 1906. Die Brüder von Buseck sowie Rudolf von Thünefeld sind in der Grabkapelle der barocken Katharina-Magdalena-Kapelle zu Burgellern beigesetzt. Die mächtige schwarze Marmor-Tumben schuf Adam Schäfer.
Das Erbe ging an die mütterlicherseits verwandte Familie von Bodeck über, die das verschuldete Gut jedoch nicht halten konnte. Es wurde stückweise zum Verkauf angeboten. Ein Gutteil des Inventars ging in den Kunsthandel.
1908 erwarb der aus Altbunzlau in Böhmen stammende, in ägyptischen Militärdiensten gewesene österreichische Oberleutnant Gottlieb Hertschik das Schloss für 100.000 Goldmark zusammen mit seiner Gattin Elisabeth Nierstrasz, die dort ab 1934 das Elisabeth-Hertschick-Kinderheim betrieb, bevor 1936
die Nationalsozialistische Volkswohlfahrt das Schloss 1936 übernahm und dort das erste Mütterheim der Ostmark errichtete.
Während des Zweiten Weltkrieges, 1944/45,  war im Schloss eine Außenstation der Staatlichen Frauenklinik Bamberg untergebracht. In dieser Zeit wurden etwa 1500 Kinder im Schloss Burgellern geboren.

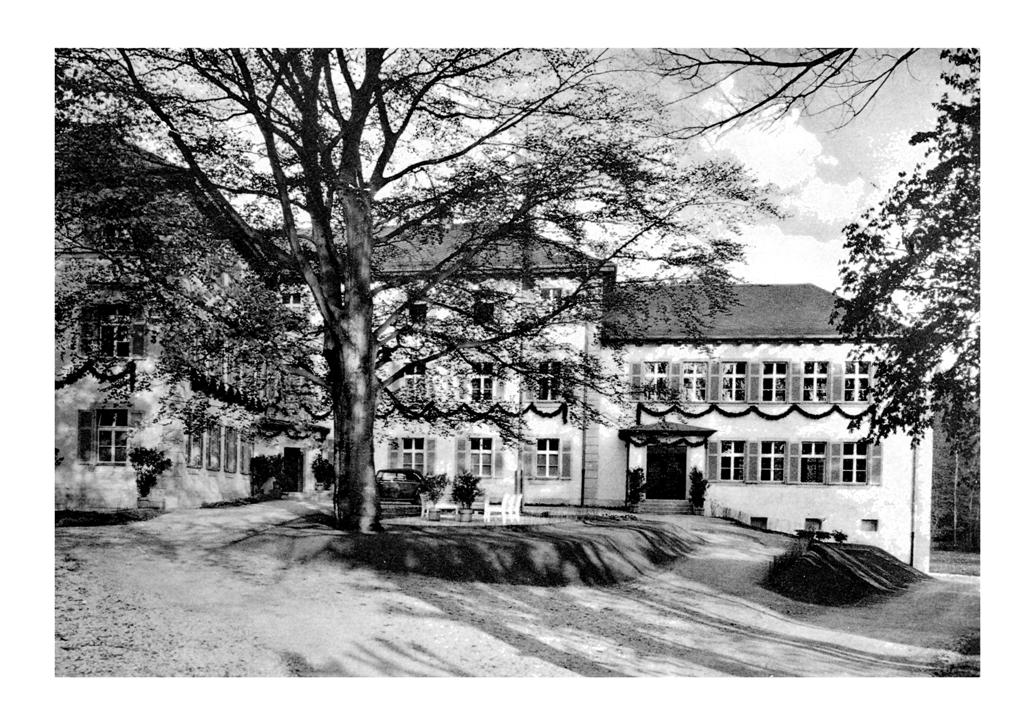
Schloss Burgellern um 1940

Nach dem Krieg, 1948–62, war im Schloss ein Lungensanatorium unter der Leitung des Lungenfacharztes Schicht untergebracht. Nach jahrelangem Leerstand beherbergte das Schloss 1978–1982 eine religiöse Gemeinschaft, die Morija-Mission. Bis 1994 betrieb das Ehepaar Topf im Schloss ein christliches Tagungszentrum. Während des nachfolgenden Leerstands verwahrlosten das Gebäude und die sieben Hektar große Parkanlage.
Erst mit dem Übergang in Privatbesitz 2005 konnte das Schloss vor dem Verfall gerettet werden. Mit der Sanierung und Umnutzung des Schlosses zu einem Hotel- und Gastronomiebetrieb durch die Familie Kastner aus Bayreuth begann 2006 der schrittweise Wiederaufbau. In der Parkanlage wurde das Wegenetz wiederhergestellt, 2008 das Schloss eröffnet, das Naturschwimmbecken reaktiviert und 2013 das restaurierte sogenannte Wasserschloss (Pumpenhaus) wiedereröffnet. Das Schloss bietet heute insgesamt 22 Gästezimmer sowie Tagungs- und Veranstaltungsräumlichkeiten.